# Теория селективного влияния
Теория селективного влияния (англ. selective exposure theory) — теория в практической психологии, часто используемая в исследованиях коммуникации и средств массовой информации, которая исторически относится к склонности индивидов к предпочтению информации, подкрепляющей их уже существующие взгляды и им не противоречащей. Теория селективного влияния также определяется как «когнитивное искажение» или «предвзятость подтверждения» в различных текстах на протяжении многих лет. Теоретиками селективного влияния являются Мелвин Дефлер и Сандра Болл-Рокич.
Люди склонны выбирать аспекты информации, соответствующие их индивидуальным особенностям, и интегрируют их в свой образ мышления. Их выбор обоснован интересами, взглядами и убеждениями. Авторы концепций «селективного влияния» отмечают, что реакция на воздействие СМК детерминирована такими факторами, как личностный опыт, уровень интеллекта, черты характера, а также принадлежностью к тем или иным социальным группам. Методом анализа поступающей информации индивиды мгновенно отбирают подходящую информацию, игнорируя нежелательную.
Основа теории селективного влияния — теория когнитивного диссонанса. Она заключается в том, что информация, не соответствующая имеющимся у человека оценкам и убеждениям, вызывает психологический дискомфорт, или диссонанс, от которого необходимо избавиться. Обычно люди стараются не менять свои знания о себе и об окружающем мире.
При столкновении человека с противоположными идеями активируются определенные механизмы психологической защиты. После восстановления гармонии между новыми идеями и ранее существовавшими убеждениями эти механизмы восстанавливают когнитивное равновесие — состояние, при котором ментальное представление человека о мире и об окружающем его пространстве уравновешено.
Эти механизмы являются селективными процессами. Они действуют как механизмы фильтрации, отсеивающие ненужные сенсорные данные и выявляющие необходимые модели. Существуют три формы селективных процессов:
1. Селективная экспозиция —это стремление людей иметь дело с теми сообщениями, которые, как им кажется, соответствуют их мнениям и интересам, и в то же время избегать того, что может вызвать диссонанс.
2. Селективное запоминание —это процесс, с помощью которого люди стремятся запомнить информацию, соответствующую уже существующим установкам и интересам.
3. Селективная перцепция —это умственная или психологическая трансформация сообщения, чтобы привести его смысл в соответствие с убеждениями и установками человека.

Согласно Жану Пиаже, для людей несоответствие «по своей природе неудовлетворительно». Примером теории селективного влияния в действии является то, что люди руководствуются информацией, которая согласуется с их собственными ожиданиями или убеждениями.
Селективное влияние исходит из идеи того, что индивид продолжит поиск информации по тому или иному вопросу даже после того, как занял по нему определенную позицию, которую, в свою очередь, усилит информация, полученная в процессе принятия окончательного решения. Селективное влияние проявляется, когда индивиды испытывают предрассудки в отношении внешних групп, определенных мнений и убеждений, личных или групповых проблем.

## Воздействие на принятие решений
Согласно Джозефу Клапперу, примером селективного влияния является следующее исследование, проведенное в США в 1945 году. Психологи показали нескольким людям картинку, изображающую драку в вагоне поезда. Один из участников — белый мужчина средних лет — держал в руке нож, а второй — чернокожий — был безоружен. Тех, кто видел эту картинку, попросили пересказать ее содержание другому. В Америке 1945 года нож перемещался в руку чернокожего. Ученые сделали вывод: «То, что было внутри, вышло наружу, что было объективным, стало субъективным».
Индивидуальное или групповое принятие решений
Селективное воздействие оказало влияния на события, приведшие к ряду пагубных последствий после вторжения США в Залив Свиней. В 1961 году советники Дж. Ф. Кеннеди настояли на санкционировании вторжении на Кубу посредством войск, состоящих из недостаточно компетентных экспатриантов. Невзирая на неопровержимые доказательства непродуманности тактического решения, советники Кеннеди столкнулись с когнитивным искажением объективных фактов из-за стремления угодить президенту. Различные исследования показывают, что эффекты селективного воздействия возникают как в контексте принятия индивидуальных, так и групповых решений.
Индивидуальные характеристики
При анализе навыков принятия решения индивида сам процесс сбора релевантной информации не является единственным учитываемым фактором. Также необходимо рассмотрение самого источника информации. Согласно исследованиям Fischer et al. (2010), чем более привлекательным является внешний образ источника, тем более детальным и позитивным становится процесс принятия решения. Индивиды допускают и легитимизируют влияние внешней привлекательности источника на принятия решений. Также сила селективного влияния зависит от самооценки индивида. Согласно исследованию Albarracín&Mitchell (2004), уверенные в себе люди, как правило, менее подвержены селективному воздействию, а также более склонны к поиску информации, противоречащей их взглядам.

## Значение
Недавние исследования показали, что большая часть населения подвержена селективному влиянию посредством масс-медиа. В последнее время люди все больше доверяют паллиативным СМИ, так как они стремятся уменьшить уровень хронической неудовлетворенности жизненными обстоятельствами, а также удовлетворить потребности в общении. Потребители склонны выбирать контент, который подтверждает только их собственные идеи. Например, выбор музыки зависит от селективного влияния. Исследование 2014 года, проведенное Christa L. Taylor и Ronald S. Friedman в Университете штата Нью-Йорк в Олбани, показало, что в результате прослушивания музыки, не соответствующей настроению, у индивида возникает когнитивный диссонанс. Селективное влияние играет роль в формировании и укреплении политических установок людей. Новая, более разнообразная информационная среда делает поиск релевантных новостей не только более доступным для потребителей, но и дает новостным организациям экономический стимул для удовлетворения запросов различных аудиторий".
Политический маркетинг также использует селективное влияние. Согласно исследованию, проведенному N. J. Stroud в 2010 году, было установлено, что взаимодействие сторонников ведет к поляризации политики. Большая часть исследований также показала, что политическая коммуникация в Интернете поляризована. Дальнейшие доказательства этой поляризации доказали селективное воздействие, которому подвержено население: люди склонны читать блоги, которые усиливают их убежденность, а не бросают вызов их политическим убеждениям, что может вызывать радикализацию настроений и порождать экстремизм. Это иллюстрирует то, как селективное воздействие может влиять на политические убеждения человека и на его участие в политической системе.
Теория селективного влияния оказала влияние на массовую коммуникацию, определив основные направления в концептуализации и планировании эффективных стратегий практического использования масс-медиа с целью манипулирования поведением аудитории.